# Trichosphaeria superficialis
Trichosphaeria superficialis är en svampart som först beskrevs av Curr., och fick sitt nu gällande namn av Pier Andrea Saccardo 1882. Trichosphaeria superficialis ingår i släktet Trichosphaeria och familjen Trichosphaeriaceae.   Inga underarter finns listade i Catalogue of Life.